# Lista președinților Statelor Unite ale Americii după numele de familie
Această pagină este o listă a tuturor președinților Statelor Unite ale Americii, aranjați alfabetic după numele lor de familie.

## Ordine alfabetică
1. Adams, John
2. Adams, John Quincy
3. Arthur, Chester Alan
4. Biden, Joe
5. Buchanan, James
6. Bush, George Herbert Walker
7. Bush, George Walker
8. Carter, Jimmy
9. Cleveland, Grover
10. Clinton, William Jefferson (născut William Jefferson Blythe)
11. Coolidge, Calvin
12. Eisenhower, Dwight David
13. Fillmore, Millard
14. Ford, Gerald (născut Leslie Lynch King, Jr.)
15. Garfield, James Abram
16. Grant, Ulysses S.
17. Harding, Warren Gamaliel
18. Harrison, Benjamin
19. Harrison, William Henry
20. Hayes, Rutherford Birchard
21. Hoover, Herbert
22. Jackson, Andrew
23. Jefferson, Thomas
24. Johnson, Andrew
25. Johnson, Lyndon Baines
26. Kennedy, John Fitzgerald
27. Lincoln, Abraham
28. Madison, James
29. McKinley, William
30. Monroe, James
31. Nixon, Richard
32. Obama, Barack Hussein
33. Pierce, Franklin
34. Polk, James Knox
35. Reagan, Ronald
36. Roosevelt, Franklin Delano
37. Roosevelt, Theodore
38. Taft, William Howard
39. Taylor, Zachary
40. Truman, Harry S.
41. Trump, Donald John
42. Tyler, John
43. Van Buren, Martin
44. Washington, George
45. Wilson, Woodrow

## Frecvența primei litere a numelui de familie
| H: 5 T: 5 | B: 4 C: 4 J: 4 | A: 3 M: 3 R: 3 | F: 2 G: 2 P: 2 W: 2 | E: 1 K: 1 L: 1 N: 1 O: 1 V: 1 |

## Absența unor litere ca prime litere
Nici un nume de familie prezidențial nu a început cu una din literele: D, I, Q, S, U, X, Y ori Z.